# Politerpenoides
Los politerpenoides son los terpenoides que contienen más de 8 unidades de isopreno, incluyen a los "prenylated quinone electron carriers" como la plastoquinona y la ubiquinona, también poliprenoles de cadena larga relacionados con las reacciones de transferencia de azúcares (por ejemplo el dolicol), y también a enormemente largos polímeros como el "rubber", usualmente encontrado en el látex.
- Datos: Q6081851